# Medvladni forum za podnebne spremembe
Medvladni forum za podnebne spremembe (IPCC) je znanstveno in medvladno telo pod okriljem Združenih narodov. Forum obstaja na zahtevo držav članic in naj bi zagotavljal kvalitetno, objektivno in znanstveno podlago za opazovanje podnebnih sprememb in ugotavljanje političnih in ekonomskih učinkov. Ustanovljen je bil leta 1988 s strani dveh organizacij Združenih Narodov, Svetovne meteorološke organizacije (WMO) in Okoljskega programa Združenih narodov (UNEP), in kasneje potrjen s strani Generalne skupščine Združenih Narodov z Resolucijo 43/53. Članstvo v IPCC je odprt za vse članice svetovne meteorološke organizacije (WMO in UNEP).
IPCC proizvaja poročila, ki podpirajo Okvirno konvencijo Združenih narodov o spremembi podnebja (UNFCCC), ki je glavna mednarodna pogodba o podnebnih sprememb. Končni cilj UNFCCC je "ustalitev koncentracij toplogrednih plinov v ozračju na raven, ki bo preprečila nevarno antropogeno [tj., od človeka povzročeno] poseganje v podnebni sistem". IPCC poročila pokrivajo "znanstvene, tehnične in družbeno-ekonomske podatke, pomembne za razumevanje znanstvene podlage tveganja od ljudi povzročenih podnebnih sprememb, njihovih potencialnih vplivov in možnosti, ki so na voljo za prilagajanje in blaženje."
IPCC ne izvaja svojo izvirno raziskovanje, ne zbira ali spremlja podnebja, klime ali sorodnih pojavov sama. IPCC utemeljuje svojo oceno na objavljeni strokovni literaturi in znanstvenih člankih, ki vključujejo strokovno pregledane in ne-strokovno pregledane vire.
Na tisoče znanstvenikov in drugih strokovnjakov, ki prispevajo (prostovoljno, brez plačila s strani IPCC) pisanje in pregledovanje poročil, ki jih nato pregledajo vlade. IPCC poročila vsebujejo »Povzetek za oblikovalce politike«, ki je predmet podrobnega usklajevanja med delegati iz vseh sodelujočih držav. Običajno to pomeni vključitev vlad več kot 120 držav.
IPCC zagotavlja mednarodno priznano avtoriteto na področju podnebne spremembe, priprava poročil ponudi sporazumni usklajena dejstva vodilnih znanstvenikov in sporazumno soglasje vseh sodelujočih držav. V letu 2007 sta za prizadevanje prejela Nobelovo nagrado za mir IPCC in Al Gore.

## Izvori in cilji
IPCC se je razvila iz mednarodnega znanstvenega telesa, Svetovalne skupine na emisije toplogrednih plinov, ustanovljene leta 1985 z Mednarodnim svetom znanstvenih sindikatov, okoljskega programa Združenih narodov (UNEP) in Svetovne meteorološke organizacije (WMO), da zagotovi priporočila na podlagi najnovejših raziskav. Tej majhni skupini znanstvenikov je primanjkovalo sredstev za kritje vedno bolj kompleksne interdisciplinarne narave podnebne znanosti. IPCC je po naravi tako medvladno, celo politično, telo s predstavniki vlad kot tudi znanstvena institucija, kjer zastopajo vodilni znanstveniki svoja znanstvena odkritja in ugotovitve in tako prikažejo s poročili dejanske razmere.
Cilji IPCC so ocenjevanje in tehtanje znanstvenih informacij, ki so pomembne za temo:
1. od človeka povzročenih podnebnih sprememb,Ledeniška jezera, Butan
2. učinki od človeka povzročenih podnebnih sprememb,
3. možnosti za prilagajanje in blaženje teh učinkov

## Ocena poročila
IPCC je objavila pet celovitih poročil ocen o pregledu najnovejše klimatološke znanosti, , kot tudi število posebnih poročil o posameznih temah. Ta poročila izdajo delovne skupine sestavljene iz raziskovalcev izbranih s strani uradov ali vladnih nominacij. Osnutkih teh poročil so na voljo določeno obdobje v obravnavo zainteresirani javnosti, kjer lahko kdorkoli dodaja svoje dodatke in popravke.
IPCC je objavil svoje prvo celovito poročilo o ocenah (1990, dodatno poročilo leta 1992, drugo celovito poročilo o ocenah (SAR) leta 1995, tretje celovito poročilo o ocenah v letu 2001, četrto celovito poročilo v letu 2007 in peto celovito poročilo v letu 2014.
Vsako celovito poročilo o ocenah podnebnih sprememb je v treh zvezkih, ki ustrezajo delovnim skupinam I, II, in III. Pozitivno, "IPCC poročilo" se pogosto uporablja za zajem prve delovne skupine, ki zajema osnovno znanost o podnebnih sprememb. Poročilo praviloma le vključuje vsa dostopna objavljena dela, saj IPCC ne opravlja lastnih raziskav.